# Landhockey vid olympiska sommarspelen 1980
Landhockeyturneringen vid olympiska sommarspelen 1980 avgjordes i Minor Arena of the Central Dynamo Stadium och Young Pioneers Stadium, Moskva.

## Medaljfördelning
| Event                           | Guld | Silver | Brons |
| Herrarnas turnering Detaljer... | Indien Vasudevan Baskaran Bir Bhadur Chettri Sylvanus Dung Dung Merwyn Fernandes Zafar Iqbal Maharaj Krishan Kaushik Charanjit Kumar Sommayya Maneypande Allan Schofield Mohamed Shahid Davinder Singh Gurmail Singh Amarjit Singh Rana Rajinder Singh Ravinder Pal Singh Surinder Singh Sodhi | Spanien Juan Amat Juan Arbós Jaime Arbós Javier Cabot Ricardo Cabot Miguel Chaves Juan Coghen Miguel de Paz Francisco Fábregas José Garcia Rafael Garralda Santiago Malgosa Paulino Monsalve Juan Pellón Carlos Roca Jaime Zumalacárregui                                    | Sovjetunionen Sos Hajrapetjan Minneula Azizov Valeri Beljakov Viktor Deputatov Aleksandr Gontjarov Aleksandr Gusev Sergei Klevtsov Viatjeslav Lampeev Aleksandr Miasnikov Michail Nitjepurenko Leonid Pavlovski Sergei Plesjakov Vladimir Plesjakov Aleksandr Sychyov Oleg Zagorodnev Farit Zigangirov |
| Damernas turnering Detaljer...  | Zimbabwe Elizabeth Chase Sandra Chick Gillian Cowley Patricia Davies Sarah English Maureen George Ann Grant Susan Huggett Patricia McKillop Brenda Phillips Christine Prinsloo Sonia Robertson Anthea Stewart Helen Volk Linda Watson                                                          | Tjeckoslovakien Milada Blažková Jiřina Čermáková Jiřina Hájková Berta Hrubá Ida Hubáčková Jiřina Kadlecová Jarmila Králíčková Jiřina Křížová Alena Kyselicová Jana Lahodová Květa Petříčková Viera Podhányiová Iveta Šranková Marie Sýkorová Marta Urbanová Lenka Vymazalová | Sovjetunionen Liailia Achmerova Natalia Buzunova Natalia Bykova Tatiana Embachtova Nadezjda Filippova Liudmila Frolova Lidia Glubokova Nelli Gorbatkova Elena Guryeva Galina Inzjuvatova Alina Cham Natella Krasnikova Nadezjda Ovetjkina Tatiana Sjvyganova Galina Viuzjanina Valentina Zazdravnych   |

## Medaljtabell
| Pl. | Nation          | Guld | Silver | Brons | Totalt |
| --- | --------------- | ---- | ------ | ----- | ------ |
| 1   | Zimbabwe        | 1    | 0      | 0     | 1      |
| 1   | Indien          | 1    | 0      | 0     | 1      |
| 3   | Spanien         | 0    | 1      | 0     | 1      |
| 3   | Tjeckoslovakien | 0    | 1      | 0     | 1      |
| 5   | Sovjetunionen   | 0    | 0      | 2     | 2      |

## Grupper

### Herrar
Herrarnas turnering innehöll sex lag i en grupp.
Grupper
- Spanien
- Indien
- Sovjetunionen
- Polen
- Kuba
- Tanzania

### Damer
Damernas turnering innehöll sex lag i en grupp.
Grupper
- Zimbabwe
- Tjeckoslovakien
- Sovjetunionen
- Indien
- Österrike
- Polen